# النزاع العراقي الإيراني 1974–1975
يشير النزاع العراقي الإيراني بين عامي 1974 و1975 إلى المواجهة الإيرانية العراقية في منطقة شط العرب المائية في الخليج العربي خلال منتصف سبعينيات القرن العشرين. لقد أسفرت المصادمات عن مقتل 1000 شخص طوال 11 شهرًا. كان هذا هو الخلاف الأكثر أهمية بين العراق وإيران حول ممر شط العرب في العصر الحديث، قبل الحرب العراقية الإيرانية في الثمانينات.

## الخلفية
رفضت إيران خط الترسيم الذي أنشئ في الاتفاقية الأنجلو-عثمانية للقسطنطينية في نوفمبر 1913. طلبت إيران أن تمتد الحدود على طول خط‌ القعر، أعمق نقطة في القناة الملاحية، لكن المملكة العراقية، بتشجيع من بريطانيا، اشتكت إيران إلى عصبة الأمم في عام 1934، لكن خلافهم لم يحل. وأخيرًا، في عام 1937، وقعت إيران والعراق معاهدة الحدود الأولى بينهما. أنشأت المعاهدة حدود الممر المائي على الضفة الشرقية للنهر باستثناء منطقة مرسى بطول أربعة أميال بالقرب من عبادان، والتي كانت مخصصة لإيران وحيث امتدت الحدود بطول خط‌ القعر. أرسلت إيران وفدًا إلى الجمهورية العراقية بعد فترة وجيزة من انقلاب البعث في عام 1969، وعندما رفض العراق المضي في مفاوضات بشأن معاهدة جديدة، ألغت إيران معاهدة عام 1937. مثَّل الإلغاء الإيراني لمعاهدة 1937 بداية فترة من التوتر العراقي الإيراني الحاد الذي استمر حتى اتفاقية الجزائر عام 1975.

## الأحداث
من مارس 1974 إلى مارس 1975، خاضت إيران والعراق مناوشات على الحدود بشأن دعم إيران للأكراد العراقيين. في عام 1975، شن العراقيون هجومًا على إيران باستخدام الدبابات، مع أن الإيرانيين هزموهم. وقعت عدة هجمات أخرى؛ ومع ذلك، كان لإيران خامس أقوى جيش في العالم في ذلك الوقت، والذي هزم العراقيين بسهولة بقواته الجوية. لقد قُتل حوالي 1000 شخص خلال اشتباكات 1974-75 في شط العرب.
نتيجة لذلك، قرر العراق عدم الاستمرار في الحرب، واختار بدلًا من ذلك تقديم تنازلات إلى طهران لإنهاء التمرد الكردي. في اتفاقية الجزائر لعام 1975، قدم العراق تنازلات إقليمية - بما في ذلك ممر شط العرب المائي - في مقابل علاقات طبيعية. وفي مقابل اعتراف العراق بأن الحدود على الممر المائي تمتد على طول نهر خط‌ القعر بأكمله، أنهت إيران دعمها للمقاتلين الأكراد العراقيين.

## العواقب
في مارس 1975، وقع العراق على اتفاقية الجزائر الذي اعترف فيه بسلسلة من الخطوط المستقيمة تقرب عن كثب من خط‌ القعر، باعتبارها الحدود الرسمية، في مقابل أن تنهي إيران دعمها للأكراد العراقيين.
بعد خمس سنوات، في 17 سبتمبر 1980، ألغى العراق فجأة اتفاقية الجزائر عقب الثورة الإيرانية. ادعى صدام حسين أن جمهورية إيران الإسلامية رفضت التقيد بأحكام الاتفاقية وبالتالي، اعتبرها العراق باطلةً ولاغية. وبعد خمسة أيام، عبر الجيش العراقي الحدود.